# Вад (Нижегородская область)
Вад — село в Нижегородской области, административный центр Вадского муниципального округа и Вадского сельсовета.

## География
Располагается на речке Вадок (приток Пьяны). Село находится в 100 км от Нижнего Новгорода и 30 км от города Арзамас. В селе находится железнодорожная станция Бобыльская на линии Москва-Казань.

## История
Основано в 1552 году. В XVII веке стало крупным поселением, административным центром Вадской волости, входившей в Арзамасский уезд. После упразднения волостей, в 1929 году был образован Вадский район.
В селе установлены бюсты Героев Советского Союза — участников Великой Отечественной войны.

## Символика
Герб села Вад представляет собой щит, пересечённый золотом и лазурью, в верхнем поле которого помещён червлёный олень, в нижнем поле — два серебряных лебедя. Красный олень с чёрными рогами и копытами — символ Нижегородской области. Фигуры лебедей напоминают о том, что эти птицы издавна гнездятся на карстовом озере Вад. Два сообращённо плывущих белых лебедя также изображены на гербе Вадского муниципального района.

## Население
| 1959  | 1970  | 1979  | 1989  | 1999  | 2002  | 2010  |
| ----- | ----- | ----- | ----- | ----- | ----- | ----- |
| 1746  | ↗3266 | ↗5113 | ↗6058 | ↗6618 | ↗6759 | ↘6698 |
| 2021  |       |       |       |       |       |       |
| ↘6676 |       |       |       |       |       |       |

## Достопримечательности
В селе находится памятник природы — озеро Вадское (Мордовское) площадью 56 га с уникальным гидрологическим режимом. Со дна глубоких карстовых воронок бьют холодные прозрачные струи. Сильный напор подземных вод позволяет не замерзать озеру зимой на месте воронок.
На центральной площади села располагается памятник градостроительства и архитектуры — церковь Покрова Пресвятой Богородицы, датированная 1814 годом. Другая церковь — Всех Святых — расположена на кладбище. Она была возведена в 1867 году, ныне разрушена.

## Организации
- Вадская районная больница: Больничная ул., д. 13; тел.: +7 (83140) 4-16-33
- Вадская начальная школа: Школьная ул., д. 4
- Вадская средняя школа: Просвещения ул., д. 33